# Samotino, Varna
Samotino (în bulgară Самотино) este un sat în comuna Beala, regiunea Varna,  Bulgaria. 

## Demografie
Componența etnică a satului Samotino
     Nicio identificare (100%)
     Altele (0%)
La recensământul din 2011, populația satului Samotino era de 2 locuitori. . Pentru 100% din locuitori nu este cunoscută apartenența etnică.